# 大隈カバン店
株式会社大隈カバン店（おおくまカバンてん）は、福岡市中央区の新天町商店街に本社を置く鞄小売会社である。店舗は福岡市内に4か所（新天町・天神地下街・博多駅地下街・那の川）所在する。インターネットによる通信販売（ネットショッピング）も行っている。過去には北九州市、久留米市にも店舗が存在した。福岡県、佐賀県、大分県に於いて出張店舗を設置している。

## 沿革
1928年（昭和3年）10月、上新川端町で創業。
1938年（昭和13年）には東中洲にも出店したが、1945年（昭和20年）6月の福岡大空襲で両店舗とも焼失した。
戦後は1946年（昭和21年）10月、新天町商店街の設立とともに南通り店を出店した。
1953年（昭和28年）9月に二代目が跡を継ぎ、1954年（昭和29年）3月には新天町の別の店舗の権利を550万円で買い取って北通り店を出店した。しかし、5月1日に新天町で火災があり、北通り店は焼失した。北通り店はしばらく仮店舗による営業を余儀なくされたが、1956年（昭和31年）5月に正式な店舗として営業を再開した。
1958年（昭和33年）10月には被災しなかった南通り店も鉄筋構造に改築され、本店機能は北通り店に移された。
1961年（昭和36年）に天神の西鉄名店街に、1964年（昭和39年）に博多ステーションビル地下など、新天町外にも出店。
1965年以降には久留米や小倉など、福岡市外にも出店した。
2017年（平成29年）9月、福岡市南区那の川にランドセルギャラリーを新設。
シーズン時には株式会社セイバンコーナー、型落ちモデル等のアウトレットコーナーを増設している。

## うさぎのマークのランドセル
「うさぎのマークのランドセル」は大隈カバン店の看板商品となっているランドセル。
1988年時点では福岡の小学生の2～3人に1人が使うヒット商品となっている。福岡ローカルで1970年代から放送されているCMも有名。CMの最後に「バキューン」というのが特徴で、CMソングを歌うと誰もが条件反射のように「バキューン」と答えるほど認知度が高い。2020年には新たなCMアニメを制作している。
CMの「バキューン」の際に示されるVサインをあしらったランドセルも発売したほか、地元プロ野球球団の福岡ソフトバンクホークスとのコラボレーションによるランドセルも販売されている。

## 関連会社
- 株式会社オークマ （化粧品小売）